# ماريون غولدمان
ماريون غولدمان (بالإنجليزية: Marion Goldman)‏ هي عالمة اجتماع أمريكية، ولدت في 1945.